# Setabis heliodora
Setabis heliodora is een vlindersoort uit de familie van de prachtvlinders (Riodinidae), onderfamilie Riodininae.
Setabis heliodora werd in 1887 beschreven door Staudingerl.